# Royal Cliff Hotels Group
 (novembre 2011).
Le Royal Cliff Hotels Group est un complexe hôtelier de Thaïlande regroupant quatre hôtels et un centre des congrès polyvalent, entre Jomtien et Pattaya, sur les rives est de la baie de Bangkok dans le golfe de Thaïlande, à 147 km au sud-est de la capitale Bangkok. Ce complexe hôtelier dispose de 26 hectares de parc avec vue sur la mer et a reçu de nombreuses reconnaissances prestigieuses : C'est notamment le seul complexe hôtelier d'Asie à avoir été cité au TTG Travel Hall of fame.

## Historique
En 1973, le Royal Cliff Beach Terrace fut ouvert avec 106 chambres. Cette inauguration fut suivie, un an plus tard, par celle du Royal Cliff Beach Hotel.
Pendant les douze années suivantes, ces deux hôtels s'imposèrent comme des destinations de première classe à Pattaya. En 1986, le Royal Wing Suites & Spa fut inauguré en présence de S.A.R le Prince Héréditaire Maha Vajiralongkorn, et depuis lors il est le porte-drapeau du Resort. Le Resort fut complété par le Royal Cliff Grand Hotel en 1992. Une structure polyvalente pour congrès a été construite vers la fin de 1999, dénommée Pattaya Exhibition and Convention Hall, et pouvant accueillir jusqu'à 8 000 délégués.
Le Royal Cliff Hotels Group a été le siège de quelques-uns des plus importants congrès dans la région et plusieurs conférences de l'Association des nations de l'Asie du Sud-Est (ASEAN) s'y sont tenues au cours des années[réf. souhaitée]. Ainsi, en 1991, le Resort a accueilli les pourparlers de paix pour le Cambodge. De même, l'hôtel devint le siège où fut rédigé le projet pour la nouvelle Constitution thaïlandaise en 1997. Il a hébergé le Tourism Working Group du forum pour la Coopération économique pour l'Asie-Pacifique en 2003, en présence de hauts responsables du tourisme de 21 pays membres.
Tripadvisor a classé le Royal Wing Suites & Spa et le Royal Cliff Grand Hotel parmi les meilleurs logements de Pattaya.
En avril 2009, une conférence de l'ASEAN, organisée par le Ministère des Affaires Étrangères de la Thaïlande, a dû être annulée de façon inattendue après que des centaines de contestataires aient envahi la structure. La protestation a eu lieu le dernier jour de la conférence. Les dirigeants des délégations ont été escortés au dehors de la propriété, certains par hélicoptère, et les contestataires furent dispersés. Aucun délégué, hôte de l'hôtel, touriste ou employé de l'hôtel ne fut blessé pendant la protestation.

## Équipement et service

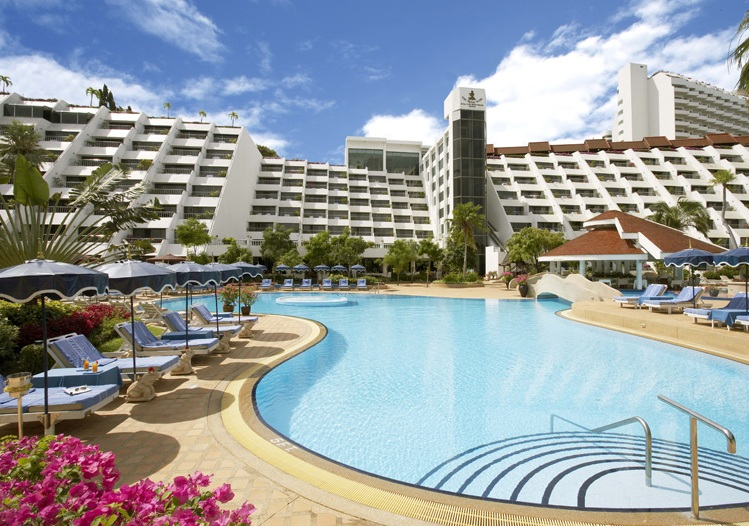
Royal Wing Suites & Spa

Au total, le Royal Cliff Hotels Group est constitué de 4 hôtels à 5 étoiles reliés par des allées, offrant un total de 1 090 chambres et suites, 11 restaurants, 11 bars, 6 piscines, 2 spas, une école d'art culinaire thaïlandais, un complexe de structures pour le fitness, 7 courts de tennis éclairés, 2 courts de squash, un parcours de golf à 4-trous Pitch and Putt, 2 plages privées, un centre de congrès de réputation mondiale, 3 salles de bal, 53 salles de réunions et un catamaran privé à louer.

## Personnages célèbres
Du Roi de Suède à l'ancien Président américain Jimmy Carter et aux acteurs Roger Moore, William Hurt et Britt Ekland, de nombreux VIP, artistes et chefs d'État ont séjourné au Royal Cliff Beach Resort pendant les trente dernières années. Plusieurs champions de tennis dont Nikolay Davydenko, Mikhail Youzhny, Nicolas Kiefer et Paradorn Srichaphan ont régulièrement été les hôtes du Royal Cliff et ont joué sur les courts de tennis du Resort.
Autres souverains et chefs d'État qui ont séjourné au Resort : le Roi Albert II de Belgique, le Sultan du Brunei Azrinaz Mazhar Hakim, le Roi du Swaziland, le Roi Norodom Sihanouk et la Reine Norodom Monineath Sihanouk du Cambodge, le Prince et la Princesse Akishino du Japon, les Premiers Ministres de Singapour Lee Kuan Yew et Lee Hsien Loong, le Président des Philippines Gloria Macapagal-Arroyo, le Président de Corée du Sud Lee Myung-bak, le Premier ministre du Cambodge Hun Sen et le Premier ministre thaïlandais Abhisit Vejjajiva.